# Перша словацька республіка

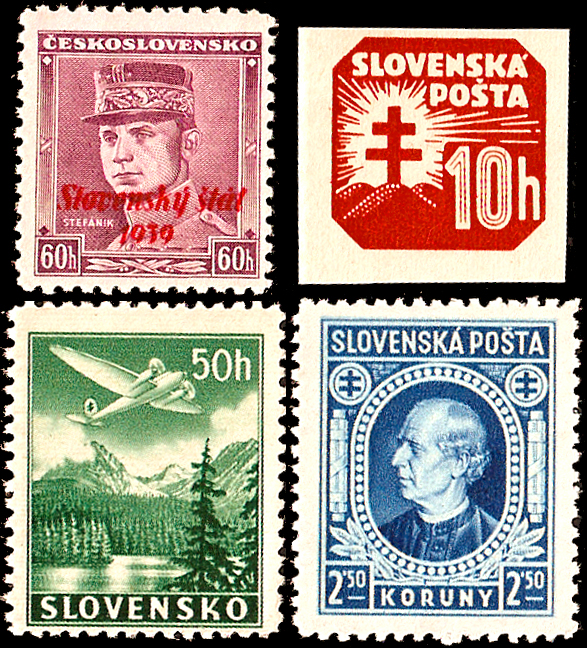
Поштові марки Словаччини, зокрема марка Чехословаччини зі штампом на марці: «Словацька держава 1939»

Перша словацька республіка (словац. prvá Slovenská republika), офіційна назва Словацька Республіка (словац. Slovenská republika), до 21 липня 1939 відома як Словацька держава (словац. Slovenský štát) — національна словацька держава, що існувала з 14 березня 1939 до 8 травня 1945 як союзник і сателіт Нацистської Німеччини, приблизно на тій же території, що й сучасна Словаччина (за винятком південних і східних частин сучасної Словаччини). Республіка мала кордон з Німеччиною, Протекторатом Богемії та Моравії, Генеральною губернією (окупований Німеччиною залишок Польщі) і Угорщиною.
Словацька республіка була визнана Нацистською Німеччиною, а також Японською імперією та її державами-сателітами — Маньчжурською державою, Менцзяном, Тимчасовим урядом Китаю, Італією, Хорватією, Угорщиною, Румунією, Іспанією, Литвою, Естонією, Швейцарією, Сальвадором, Ватиканом та Радянським Союзом. Держава була також де-факто визнана Великою Британією шляхом встановлення консульських відносин. Існування Першої словацької республіки було анульоване результатами Другої світової війни через анулювання Мюнхенської угоди і всіх її наслідків.
Для визначення цієї історичної держави використовуються назви Перша словацька республіка або Словацька Держава (словац. Slovenský štát), оскільки сучасна (друга) Словацька Республіка не є її правонаступницею. Назва Словацька Держава використовувалася здебільшого протягом існування Комуністичної Чехословаччини (1948—1989). Інше ім'я, що могло застосовуватися для визначення словацької республіки 1939—1945 років — Незалежна Держава Словаччина.

## Передісторія створення
Незалежність проголошеної 28 жовтня 1918 року Першої чехословацької республіки була підтверджена Сен-Жерменським мирним договором 10 вересня 1919 року, який визначив і кордони Чехословацької республіки, що охоплювала Богемію, Моравію, Чеську і Глучинську Сілезію. За Тріанонським договором, укладеним 4 червня 1920 року, до неї була приєднана більша частина Верхньої Угорщини (Словаччина і західна частина Закарпаття) та Північна Мармарощина, а рішенням міжнародної Конференції у Спа у липні того ж року — відвойовані у Польщі Тешинська Сілезія та південні частини Орави і Спиша.
Авторитетність засновника і першого президента республіки Томаша Масарика багато в чому сприяла демократичному розвитку Чехословаччини, що, попри конституційно задекларовану політику формування «чехословацької нації», чехословацьку мову як офіційну і адміністративну унітарність, у 1928 році надала певну автономію своїм п'ятьом землям — Богемії, Словаччині, Підкарпатській Русі та Моравії.
Знаходячись під постійною загрозою угорського і німецького мілітаризму і реваншизму та у поганих стосунках із Польщею, міністр закордонних справ, а з 1935 року — президент, Едвард Бенеш робив ставку на військовий союз з Францією, Великою Британією, Румунією та Югославією, проте у вирішальний момент така політика виявилась неефективною.

## Створення
Згідно з Мюнхенською угодою, у вересні 1938 року Словаччина отримала автономію усередині Чехословаччини, а згідно з рішеннями Віденського арбітражу у листопаді того ж року була змушена повернути частину своїх південних територій Угорщині. Під час підготовки німецького вторгнення до Чехії (із подальшим створенням протекторату Богемії і Моравії) Адольф Гітлер розглядав декілька планів дій щодо майбутнього Словаччини. Врешті-решт було ухвалено рішення утворити окрему державу під сильним впливом Німеччини, яка б могла виступити плацдармом для нападів Німеччини на Польщу та інші регіони.
13 березня 1939, Адольф Гітлер запросив Йозефа Тисо (прем'єр-міністра Словацької автономії) до Берліна, де переконував його негайно проголосити незалежну Словацьку Республіку. Тисо відмовився ухвалити таке рішення самостійно та отримав згоду Гітлера на розгляд питання проголошення незалежності на засіданні словацького парламенту. Таке засідання було проведене 14 березня. Після доповіді Тисо щодо зустрічі з Гітлером та наступної дискусії, в ході якої єдиною альтернативою незалежності було визначено розділ словацьких земель між Німеччиною та Угорщиною, парламент одностайно проголосував за проголошення незалежності Словаччини. Йозеф Тисо був призначений першим прем'єр-міністром новоствореної республіки.

## Участь Словаччини у Другій Світовій війні

### Війна з Угорщиною
23 березня 1939, Угорщина, що вже окупувала на той час Карпатську Україну, напала звідти на територію новоствореної Словацької республіки. Словацькі війська були захоплені зненацька і не змогли чинити гідний опір. В результаті цього передвоєнного збройного конфлікту, що формально тривав лише два дні, Словацька республіка була вимушена віддати Угорщині 1697 км² території з населенням близько 70000 осіб.

### Словацька військова акція проти Польщі, 1939
Словаччина була єдиною країною Осі, крім Німеччини, що взяла участь у польській кампанії. Готуючи вторгнення до Польщі, заплановане на вересень 1939, вермахт звернувся до Словаччини по допомогу. Хоча історія словацької армії на той момент налічувала лише шість місяців, вже було сформоване невелике мобільне військо, що складалась з ряду піхотних і артилерійських батальйонів. Було створено дві бойові групи для спільної з німецькою армією кампанії в Польщі. Перша група — невелика бригада під головуванням Антоніна Пулініча, що складалась з шести піхотних батальйонів, двох артилерійських батальйонів і групи бойових інженерів. Друга група була мобільною, складалась з двох батальйонів мотокінноти, посилених дев'ятьма моторизованими артилерійськими батареями. Ці дві групи були сформовані на базі відповідно 1-ї та 3-ї словацьких піхотних дивізій. Під час кампанії вони з боями пройшли через Новий Сонч та Дукельський перевал у напрямку Дембиці і Тарніва на півдні Польщі. В результаті війни Словаччина повернула собі території, втрачені протягом 1920-х і в 1938 році. 7 жовтня було оголошено про демобілізацію польової армії «Бернолак».

### Словацька експедиційна армійська група у війні з СРСР
Через чотири дні після вторгнення німецької армії до Радянського Союзу в ході Операції Барбаросса Словаччина направила свої військові частини, об'єднані в т. зв. Словацьку експедиційну армійську групу, для участі у бойових діях проти Червоної Армії. Командувачем цієї армійської групи був призначений міністр оборони Словаччини Фердинанд Чатлош.
Словацька армійська група просувалася вглиб території СРСР за військами Групи армій «Південь». Словацькі підрозділи брали участь у бойових діях, зокрема, поблизу Липовця на Вінниччині, де зазнали важких втрат.

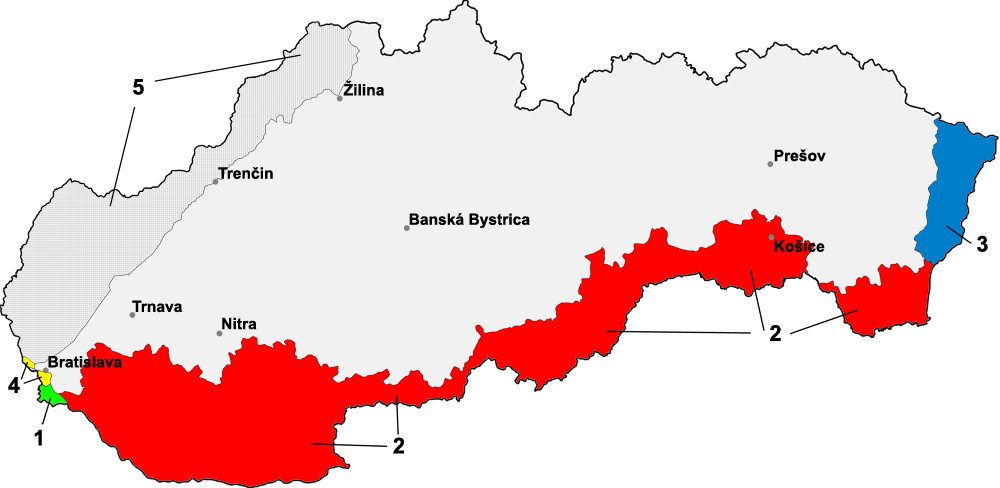
Територіальні зміни Словацької Республіки з 1938 до 1947 (зміни на кордоні з Польщею відсутні)

## Міжнародні відносини
Від самого початку свого існування Словацька республіка підпала під вплив Німеччини. Так званий «Договір Захисту» (Договір про взаємозахист між Німеччиною і Словаччиною), підписаний 23 березня 1939, підпорядкував словацьку зовнішню, військову та економічну політику інтересам Німеччини.
Найскладнішою зовнішньополітичною проблемою Словацької республіки були відносини з Угорщиною, яка, анексувавши третину території Словаччини в результаті Віденського арбітражу, не полишила намірів окупувати й територію, що залишилася. Словаччина намагалася досягти перегляду віденської угоди, але не знайшла підтримки з боку Німеччини. Іншим дестабілізуючим фактором словацько-угорських відносин були також постійні конфлікти з приводу утисків словаків в Угорщині.

## Загальна характеристика держави
85 % населення Першої Словацької республіки становили словаки, решта 15 % були німцями, угорцями, русинами-українцями, євреями і циганами. 50 % населення мешкало у сільській місцевості. Держава ділилася на 6 жуп (словац. župa), 58 райони (словац. okres) та 2659 муніципалітетів. Столиця держави — Братислава мала понад 140 000 мешканців.
Згідно з Конституцією 1939 року, Президент (Йозеф Тисо) був главою держави, Асамблея Словацької республіки (нижча палата парламенту) обиралася на термін 5 років та була найвищим законодавчим органом (проте, загальні вибори проведені так і не були), Державна Рада виконувала обов'язки верхньої палати парламенту. Уряд, до складу якого входили 8 міністерств, виконував функції центральної виконавчої влади.
Перша Словацька республіка була авторитарною державою з ідеологією, близькою до фашизму. Провладною політичною партією була Глінкова Словацька Народна Партія — Партія Національної Єдності Словаччини. Всі інші політичні партії, за винятком партій національних меншин (німців і угорців) були заборонені. Уряд випустив ряд антисемітських законів, що забороняли євреям брати участь в суспільному житті, а згодом підтримував їхню висилку до німецьких концтаборів.
Втім, існування республіки мало позитивний вплив на економіку Словаччини, науку, освіту і культуру. Протягом цього періоду було засновано Словацьку Академію Наук, а також низку нових університетів та вищих шкіл.

## Адміністративний поділ

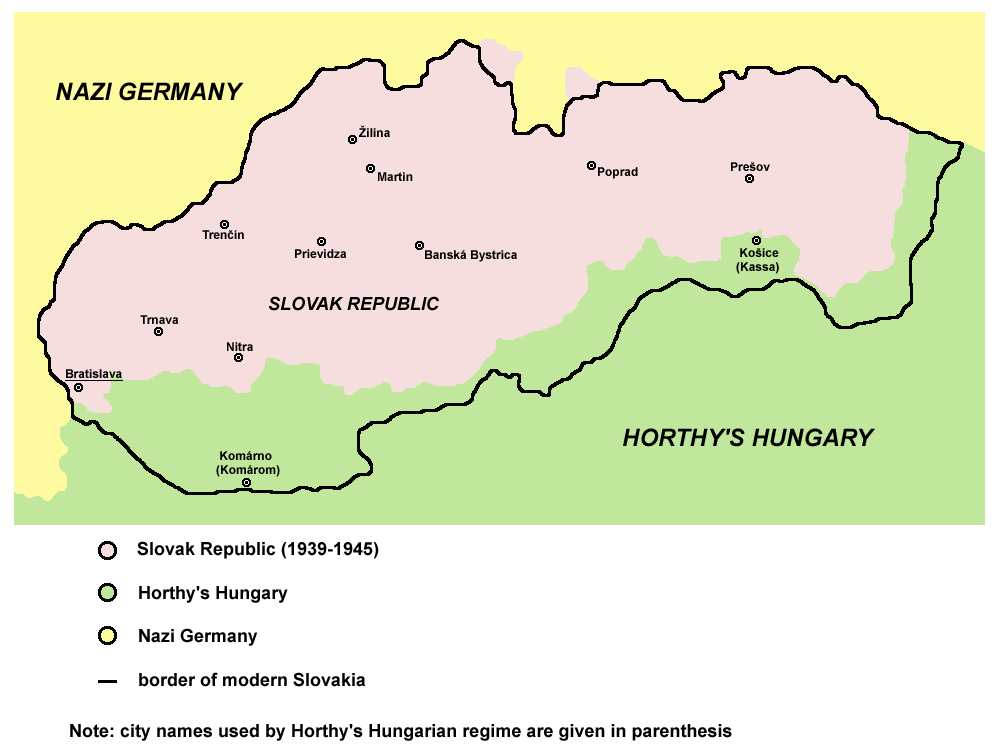
Словацька республіка в 1941

Адміністративний поділ Першої Словацької республіки включав 6 жуп (словац. župa), 58 районів (словац. okres) та 2659 муніципалітетів (станом на 1 січня 1940):
- Братиславська жупа (Площа 3667 км², 455 728 мешканців)
- Нітріанська жупа (Площа 3546 км², 335 343 мешканців)
- Тренчинська жупа (Площа 5592 км², 516 698 мешканців)
- Татранська жупа (Площа 9222 км², 463 286 мешканців)
- Шаришсько-земплінська жупа (Площа 7390 км², 440 372 мешканців)
- Погронська жупа (Площа 8587 км², 443 626 мешканців)

## Два крила правлячої партії
У 1939 виник конфлікт між двома крилами правлячої партії. Консервативне помірне крило, під головуванням католицького священика Йозефа Тисо, президента Словаччини і голови партії, воліло створення авторитарно-релігійної держави. Це крило контролювало провідні посади країни, партії і церкви.
Інше крило було радикальнішим, орієнтованим на німецьку модель націонал-соціалізму, в її лавах були сильними антисемітські настрої, бажання перемістити всіх чехів і створити фашистську державу (Словацький націонал соціалізм), засновану на принципі етнічної чистоти. Лідером радикального крила була Глінкова гвардія (словац. Hlinkova garda), найвпливовішими представниками — прем'єр-міністр Войтех Тука і міністр внутрішніх справ Олександр Мах.
Проблема екстремістсько-фашистського крила була в тому, що більшість населення підтримувало Тисівське крило помірних поглядів, оскільки фашистське крило вважалося демагогічним, а фашистська ідеологія не була сумісна зі словацьким менталітетом. Населення значною мірою було католицьким і складалося з селян та власників невеличких приватних підприємств, економічна ситуація лишалася економічно досить благополучною порівняно з сусідніми країнами, включаючи Нацистську Німеччину.

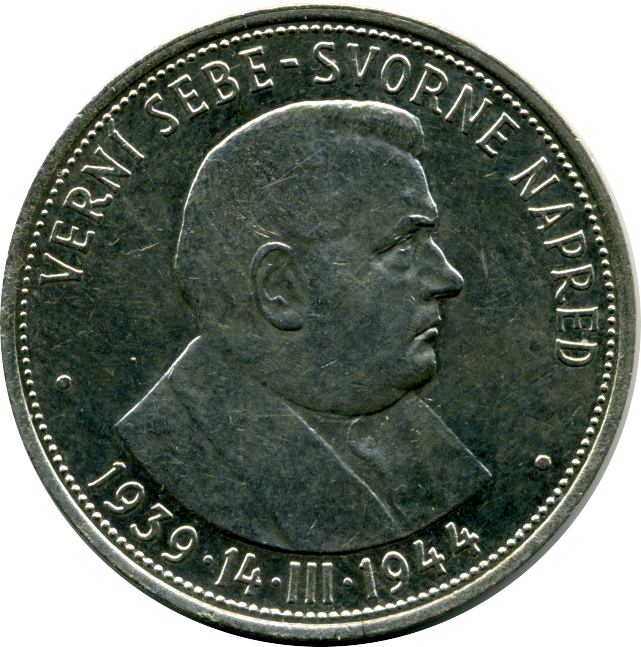
50 словацьких срібних крон на 5-ту річницю Словацької республіки (1939—1945) із зображенням словацького президента Йозефа Тисо.

## Втрата незалежності
У серпні 1944 року в країні спалахнуло антинацистське Словацьке національне повстання, для придушення якого у вересні до країни були введені німецькі війська, що фактично значило окупацію Словаччини та часткову втрату її незалежності. Німецькі війська поступово були витиснуті з терен Словаччини Червоною Армією, а також румунськими і чехословацькими військами.
Існування Першої Словацької республіки фактично завершилося 4 квітня 1945, коли Червона Армія захопила Братиславу і зайняла всю Словаччину. Де-юре держава припинила існування 8 травня 1945, у день капітуляції словацького уряду перед генералом Волтоном Волкером, командувачем XX Корпусом 3-ї Армії США в австрійському Кремсмюнстері.
Затриманого 6 червня 1945 року у Баварії президента Йозефа Тисо американська окупаційна адміністрація видала Чехословаччині і засуджений за державну зраду, він 18 квітня 1947 року був страчений у Братиславі. У цей час словацькі органи влади вже напрацювали програму рівноправної з чехами участі в оновленій Третій Чехословацькій республіці, яку вдруге очолив Едвард Бенеш, що повернувся з еміграції. Він намагався лавіювати, підтримуючи хитку багатопартійну урядову коаліцію за участі комуністів, проте не зміг запобігти інспірованому за підтримки СРСР заколоту і 7 червня 1948 року подав у відставку.